# (200107) 1995 SG78
(200107) 1995 SG78 es un asteroide perteneciente al cinturón de asteroides, descubierto el 30 de septiembre de 1995 por el equipo del Spacewatch desde el Observatorio Nacional de Kitt Peak, Arizona, Estados Unidos.

## Designación y nombre
Designado provisionalmente como 1995 SG78.

## Características orbitales
1995 SG78 está situado a una distancia media del Sol de 2,624 ua, pudiendo alejarse hasta 2,765 ua y acercarse hasta 2,483 ua. Su excentricidad es 0,053 y la inclinación orbital 2,192 grados. Emplea 1553,01 días en completar una órbita alrededor del Sol.

## Características físicas
La magnitud absoluta de 1995 SG78 es 16,4.